# Quạ và Công (phim hoạt hình)
Quạ và Công là một bộ phim hoạt hình cắt giấy của đạo diễn Nguyễn Hà Bắc .

## Nội dung
Bộ phim phỏng theo một câu chuyện dân gian cùng tên rất phổ biến trong nhiều thế hệ trẻ em Việt Nam, các nhà làm phim đã cố ý sửa lại đôi chút đoạn kết khác với nguyên bản cho khác lạ, cũng là để tăng thêm ý nghĩa giáo dục.